# Мацуока, Такаси
Така́си Мацуо́ка (англ. Takashi Matsuoka; род. 10 января 1954) — американский писатель японского происхождения. Пишет на английском языке.

## Биография
Такаси Мацуока родился на Хоккайдо. С двух лет живёт в Гонолулу (штат Гавайи, США). Его отец и мать были детьми японских иммигрантов в США. Дед и отец Такаси были журналистами соответственно «Associated Press» и «Herald Tribune», но мальчика воспитали в японских традициях. Мацуока окончил физический факультет Гавайского университета, после чего учился на юриста в Нью-Йорке.
В течение нескольких лет Мацуока сотрудничал с англоязычными периодическими изданиями Японии и США, посвящёнными автомобилизму и мотоспорту (Japan Automotive News, Rider magazine). Позже он работал в дзэн-буддийском храме и путешествовал по Европе и Северной Америке. В это время он начал писать романы. Первые несколько книг (действие которых происходило в Гонолулу, Пенсильвании и Калифорнии) опубликованы не были, и сам автор считает, что от книги к книге он совершенствовался.
Первым увидел свет в 2002 году роман «Стрелы на ветру» о Японии периода накануне реставрации Мэйдзи. Роман был переведён на 15 языков, включая русский, немецкий, французский, итальянский, испанский, португальский и иврит. Книги Мацуоки об американских миссионерах в Японии сравнивают с известным произведением американского писателя Джеймса Клавелла «Сёгун».
Ещё до выхода первых книг Мацуока участвовал в создании двух сценариев — японского телеспектакля в 1987 году и американского мистического триллера «Бледная кровь» в 1990 году.

## Книги
- 2002 — Стрелы на ветру (англ. Cloud of Sparrows, русское издание — 2004, 5100 экземпляров, ISBN 5-699-05902-4)
- 2004 — Осенний мост (англ. Autumn Bridge, русское издание — 2005, 7100 экземпляров, ISBN 5-699-12139-0>)